# Hine-nui-te-pō
Hine-nui-te-pō (la grande Dame de la Nuit) est la déesse de la nuit et de la mort dans la mythologie māori. Elle règne sur l'au-delà. C'est la fille de Tāne, qui fuit dans l'au-delà lorsqu'elle dut prendre conscience qu'elle était mariée à son père.
Tous les enfants de Rangi et Papa, les parents divins (le père Ciel et la mère Terre), étaient mâles. C'est Tāne qui le premier ressentit le besoin d'une femme. Sa mère lui montra comment il pouvait en former une à partir de terre rouge. C'est ainsi que Tāne insuffla la vie à Hine-ahuone, la femme-issue-de-la-terre, et il dormit avec elle. Leur enfant fut Hine-ata-uira, fille-du-couchant, et Tāne prit cette fille pour femme.
Un jour, alors que Tāne était parti, Hine-ata-uira se demanda qui était son père. Se rendant compte avec horreur que ce n'était autre que son époux, elle fuit vers l'au-delà. Tāne la suivit et voulut la convaincre de revenir. Mais Hine, alors devenue Hine-nui-te-pō, déesse de l'au-delà, lui dit : « Retourne d'où tu viens et élève nos enfants. J'attendrai ici et les accueillerai. ». Ainsi Tāne revint sur Terre et Hine resta dans l'au-delà, où elle attendit Māui, qui apporta la mortalité aux hommes et ouvrit la voie à l'infinie procession des mortels dans l'au-delà.
Māui essaya de rendre l'humanité immortelle en se faufilant entre les jambes de Hine-nui-te-pō endormie pour ressortir par la bouche. Mais à cette vue le rire d'un oiseau, le rhipidure à collier, réveilla Hine-nui-te-pō et Māui fut écrasé dans son vagin. Il fut ainsi le premier homme à mourir.